# Phare du Stiff
Le phare du Stiff est un des phares de l'île d'Ouessant en Finistère. Il fait l’objet d’un classement au titre des monuments historiques depuis le 12 juillet 2011,.
En 1699, Vauban décida d'élever au sommet de la falaise du Stiff, point culminant de l'île d'Ouessant, deux tours tronconiques accolées, l'une abritant l'escalier, l'autre les logements des gardiens et le magasin de stockage du charbon, que l'on peut toujours identifier dans l'architecture de l'édifice. Il est un des 6 premiers phares construits par Vauban et un des plus anciens phares de France encore en activité après celui de Cordouan.

## Historique
Dès le XIIIe siècle, des postes de guet avaient été placés dans l'île d'Ouessant pour prévenir les attaques de la marine anglaise. 
À la fin du XVIIe siècle, un plan spécifique de protection du port militaire de Brest envoie une mission d'étude présidée par le chevalier de Tourville à Ouessant dès 1681 pour l'étude de l'installation d'un port et de différentes batteries. Vauban décide d'entreprendre la construction de deux tours avec fanal en baie du Stiff pour en protéger les navires s'y abritant.
- En 1695, un projet de phare à Ouessant est lancé.
- En 1702, le premier phare de l'île s'allume au lieu-dit « Tombeau de Béhault ». Le feu ne fonctionnait que les mois d'hiver et était alimenté en bois et charbon par les gardiens.
- En 1717, le feu ne sert plus car il doit être restauré.
- En 1780, on y installe un appareil à réflecteur du fabricant d'éclairage Tourtille-Sangrain avec des lampes à huile.
- En 1821, le réverbère est modifié avec 12 lampes paraboliques.
- En 1831, le phare est équipé d'une grosse optique de Fresnel à 16 panneaux et miroirs de renvoi.
- En 1884, on construit les bâtiments annexes pour le logement des gardiens.
- En 1902 : depuis le phare du Stiff, essais par Camille Tissot de la station Ouessant TSF avec un récepteur radio à cohéreur et un émetteur à Bobine de Ruhmkorff. Cette station à une portée radiotélégraphiques de 80 kilomètres avec une flotte de 14 navires en mer et avec Brest.
- En 1904 : Cette station Ouessant TSF fonctionna de 1904 à 1913 au côté du phare du Stiff en liaison avec une flotte de 80 paquebots sur la longueur d'onde de 600 mètres ( [4] ) avec une portée radiotélégraphiques de plusieurs centaines de kilomètres par un récepteur radio à détecteur électrolytique et une antenne en parapluie haute de 33 mètres (haute de 42 mètres à l'origine mais cassée par les vents).
- En juin 1911, les premiers radio-phares sur les côtes françaises reçoivent leurs indicatifs radios et travaillaient entre les longueurs d’onde 80 à 150 mètres. Ces radio-phares créés par André Blondel balisaient l'entrée du port de Brest : le radio-phare de l'île d’Ouessant est le phare du Stiff avait l'indicatif radio  O --- (et le radio-phare de l'île de Sein avait l'indicatif radio S •••), ces deux radio-phares travaillaient sur la longueur d’onde de 150 mètres  (2 MHz) par émetteur à ondes amorties (et deux autres radio-phares balisaient l'entrée du port du Havre).
- En 2003, à la suite de la décision de l'administration de mettre en vente les deux uniques maisons des anciens gardiens, la Société Nationale pour le Patrimoine des Phares et Balises s'y oppose au titre que ces bâtiments seront utiles pour accueillir le public dans le cadre des visites futures et les fait remettre au Conservatoire du Littoral qui les restaure.

## Phare actuel

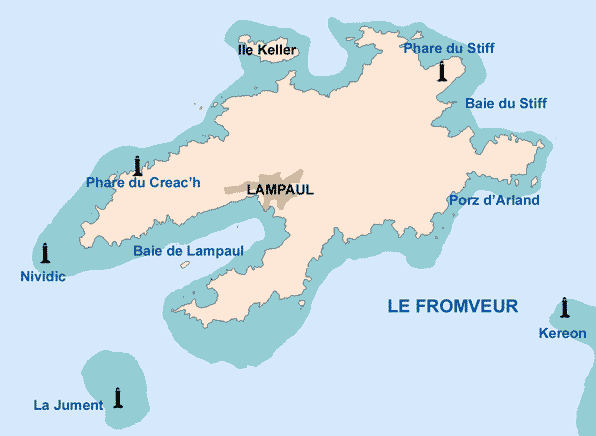
Phares de l'île d'Ouessant.

C'est un bel ensemble de deux tours tronconiques de diamètres différents, accolées, réalisées en maçonnerie enduite avec pierres de taille apparentes entourant les ouvertures et formant d'autre part deux ceintures ornementales parallèles. La plus grosse des deux tours, qui abritait la réserve de combustible, est surmontée de la lanterne qui a remplacé le fanal, et la plus fine, qui abrite l'escalier est coiffée d'une coupole .
Deux bâtiments symétriques à usage de logements et un mur de clôture, sur un terrain de 4 000 m2, complètent l'ensemble.
Le phare a été électrifié en 1957 et automatisé en 1993.
Depuis 1978, une tour radar l'accompagne dans sa surveillance de l'entrée de la Manche. 
Le phare est ouvert au public entre les vacances de Pâques et la fin du mois de septembre. Après l'ascension des 104 marches, on bénéficie, par beau temps, d'un panorama exceptionnel sur la mer d'Iroise. Cela permet d'avoir un point de vue différent sur les îles, mais aussi sur le continent, que l'on distingue du phare de l'île Vierge à celui de l'île de Sein.
À la suite de la restauration du phare en 2014, les salles sont accessibles avant un parcours documenté sur son histoire.